# Jenhorst
Jenhorst ist ein Ort in der Gemeinde Raddestorf im Landkreis Nienburg/Weser in Niedersachsen.

## Geschichte
Am 1. März 1974 wurde Jenhorst in die Gemeinde Raddestorf eingegliedert.
Siehe auch: Liste der Baudenkmale in Raddestorf#Jenhorst